# Let’s Go (альбом Rancid)
Let’s Go — второй студийный альбом панк-группы Rancid. Был выпущен 14 июня 1994 года на лейбле Epitaph Records. Let’s Go принёс группе известность в широких кругах, группе сильно сыграла на руку общая заинтересованность масс к калифорнийскому панку в середине 90-х. Альбом занял 97-ю позицию в Billboard 200. Диск получил статус золотого 7 июля 2000 года.

## Об альбоме
До альбома Rancid (2000), это был единственный альбом, который продюсировал Бретт Гурвитз, так же он сводил их следующий альбом ...And Out Come the Wolves.
Альбом был выпущен в день 28-летия Мета Фримена, бас-гитариста Rancid.
Песня Salvation была использована в игре Guitar Hero 2.

## Список композиций
1. «Nihilism» — 2:02
2. «Radio» — 2:51
3. «Side Kick» — 2:01
4. «Salvation» — 2:54
5. «Tenderloin» — 1:32
6. «Let’s Go» — 1:26
7. «As One» — 1:34
8. «Burn» — 2:11
9. «The Ballad of Jimmy & Johnny» — 1:39
10. «Gunshot» — 1:50
11. «I Am the One» — 1:57
12. «Gave It Away» — 1:13
13. «Ghetto Box» — 1:11
14. «Harry Bridges» — 2:21
15. «Black & Blue» — 1:59
16. «St. Mary» — 2:09
17. «Dope Sick Girl» — 2:15
18. «International Cover-Up» — 1:44
19. «Solidarity» — 1:31
20. «Midnight» — 1:55
21. «Motorcycle Ride» — 1:20
22. «Name» — 2:12
23. «7 Years Down» — 2:35

## Участники записи
- Тим Армстронг — вокал, гитара
- Мет Фримен — бас-гитара
- Бретт Рид — барабан
- Ларс Фредерикстен — вокал, гитара
- Бретт Гурвитз — продюсирование, сведение
- Билли Джо Армстронг — гитара и соавтор текста песни «Radio»